# Урания (Сан-Паулу)
Урания (порт. Urânia)  —  муниципалитет в Бразилии, входит в штат Сан-Паулу. Составная часть мезорегиона Сан-Жозе-ду-Риу-Прету. Входит в экономико-статистический  микрорегион Жалис. Население составляет 8883 человека на 2006 год. Занимает площадь 209,273 км². Плотность населения — 42,4 чел./км².

## История
Город основан 13 июня 1950 года.

## Статистика
- Валовой внутренний продукт на 2003 составляет 51.915.563,00 реалов (данные: Бразильский институт географии и статистики).
- Валовой внутренний продукт на душу населения на 2003 составляет 5.862,19 реалов (данные: Бразильский институт географии и статистики).
- Индекс развития человеческого потенциала на 2000 составляет 0,765 (данные: Программа развития ООН).